# Dubai Studio City
Dubai Studio City és una zona especialitzada de a la ciutat de Dubai, Emirats Àrabs Units, construïda pel govern de l'emirat de Dubai per ser el lloc de creació, producció, distribució de pel·lícules, música, vídeos, televisió i similars. A la zona hi ha apartaments i zones residencials i alguns hotels. Dues zones s'han creat darrerament per de fer-li la competència: una a Fujairah, la Fujairah Creative City, i una a Ras al-Khaimah, la Ras Al Khaimah Media Free Zone and Film City (2006).